# Oleksandr Subkow
Oleksandr Walerijowytsch Subkow (ukrainisch Олександр Валерійович Зубков; * 3. August 1996 in Makijiwka) ist ein ukrainischer Fußballspieler, der bei Schachtar Donezk unter Vertrag steht.

## Karriere

### Verein
Subkow begann seine Laufbahn in der Jugendabteilung von Olimpik Donezk. 2011 wechselte er an die Nachwuchsakademie des Stadtrivalen Schachtar. Nachdem er in den Seniorenbereich aufgerückt war, wurde er zunächst in der zweiten Mannschaft eingesetzt. Am 15. Mai 2016 debütierte er im Spiel gegen Sorja Luhansk in der höchsten ukrainischen Spielklasse, als er für Wassyl Kobin eingewechselt wurde. Mit Schachtar gewann Subkow je zweimal die ukrainische Meisterschaft und den ukrainischen Pokal.
In der Saison 2014/15 erreichte er mit Schachtar das Finale der UEFA Youth League, welches mit 2:3 gegen den FC Chelsea verloren wurde. Subkow erzielte in zehn Spielen des Wettbewerbs drei Tore.
Zu Saisonbeginn 2018/19 wurde er an FK Mariupol ausgeliehen. Nach einer Spielzeit kehrte er zu Schachtar zurück und wechselte unmittelbar auf Leihbasis zu Ferencváros Budapest. Dort war er in seiner ersten Saison mit neun Toren auf Anhieb zweitbester Torschütze seiner Mannschaft und trug maßgeblich zum Gewinn der ungarischen Meisterschaft bei. Daraufhin wurde er von Ferencváros fest unter Vertrag genommen. In der Spielzeit 2020/21 war er mit fünf Saisontoren an der erfolgreichen Titelverteidigung beteiligt. 2022 kehrte er zu Schachtar Donezk zurück.

### Nationalmannschaft
Subkow durchlief sämtliche ukrainischen Juniorennationalmannschaften ab der Altersklasse U-18 aufwärts. Mit der U19-Nationalmannschaft nahm er an der U-19-Fußball-Europameisterschaft 2015 in Griechenland teil. In diesem Turnier erzielte er in der Gruppenphase zwei der drei ukrainischen Tore. Die Ukraine schied nach der Vorrunde als Gruppenletzter aus.
Seinen ersten Einsatz für die A-Nationalmannschaft hatte Subkow bei der 1:7-Niederlage am 7. Oktober 2020 in einem Freundschaftsspiel gegen Frankreich. Subkow stand in der Startelf und wurde in der 71. Minute beim Stand von 1:5 gegen Roman Besus ausgewechselt. Bei der Europameisterschaft 2021 stand er im Aufgebot der Ukraine. Im Auftaktspiel gegen die Niederlande verletzte er sich bereits nach 13 Minuten und musste ausgewechselt werden. Im weiteren Verlauf des Turniers wurde Subkow nicht mehr eingesetzt.

## Erfolge
- Ukrainischer Meister: 2017 und 2018
- Ukrainischer Pokalsieger: 2017 und 2018
- Ungarischer Meister: 2020, 2021 und 2022